# Ceracia punensis
Ceracia punensis är en tvåvingeart som först beskrevs av Townsend 1915.  Ceracia punensis ingår i släktet Ceracia och familjen parasitflugor.
Artens utbredningsområde är Peru. Inga underarter finns listade i Catalogue of Life.